# Meu Jeito de Ser
Meu Jeito de Ser es el segundo álbum de la banda brasilera Só Pra Contrariar, lanzado en 1994. Este fue un disco que los hizo reconocerse a nivel mundial con un porcentaje de 800.000 copias vendidas en varios países de Latinoamérica y Sudamérica.
Aunque el disco tuvo más éxito en Brasil, fue publicado a nivel mundial pero no logró grandes posiciones.

## Canciones
- 1-Meu Jeito De Ser
- 2-Voce Vai Voltar Pra Mim
- 3-VOlta Meu Amor
- 4-O Amor Voce E Eu
- 5-Tudo Ou Nada
- 6-Te Amar Sem Medo
- 7-E Bom Demais
- 8-Primeiro Amor
- 9-Nao Va
- 10-Essa Tal Libertade
- 11-Sobrenatural
- 12-Fique Conmigo
- 13-Mangueira De Todas As Geracoes
- 14-Preciso de Amor

- Datos: Q6012141